# Sfaktiria
Sfaktiria (griechisch Σφακτηρία (f. sg.), nach alter Transkription auch Sphakteria, früherer Name auch: Sphaghia oder Sphagia) ist eine unbewohnte griechische Insel vor der Westküste der Peloponnes-Halbinsel. Sie liegt im Mittelmeer vor der Hafenstadt Pylos in Messenien und zählt zu den Ionischen Inseln.
Sfaktiria ist eine von dichtem Gestrüpp überwachsene Felseninsel mit steil abfallenden Ufern, im Süden mit bis zu 90 m hohen Klippen.

## Lage

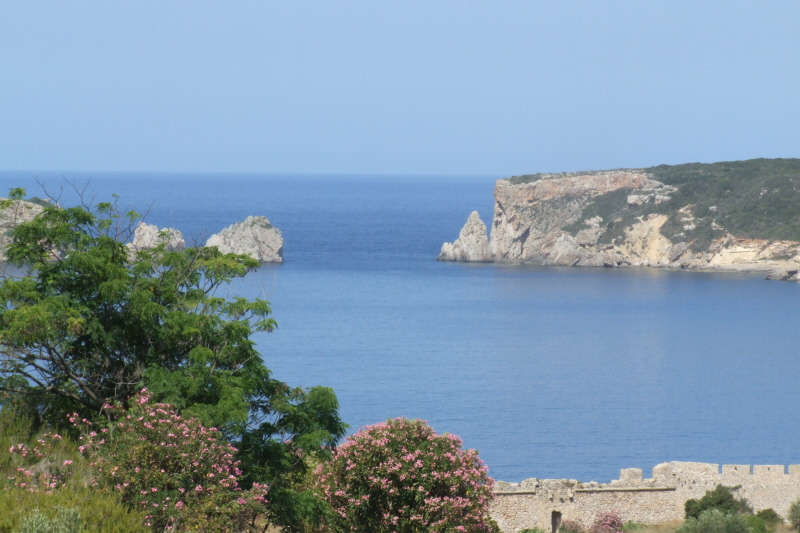
Insel Sfaktiria, Einfahrt in die Bucht von Pylos

Sfaktiria liegt genau auf der imaginären Sehne des Halbkreises, den die Bucht von Pylos bildet.
Die Insel schirmt also die Bucht, deren Durchmesser etwa 5 km beträgt, vom Meer ab und macht sie zu einem Naturhafen, der lediglich durch zwei schmale Zufahrten mit dem Meer verbunden ist.

## Geschichte

### Schlacht von Sphakteria
siehe Hauptartikel Schlacht von Sphakteria
Die Insel gehörte nach dem zweiten Messenischen Krieg zu Sparta. Während des Peloponnesischen Kriegs war sie 425 vor Chr. Schauplatz einer von Thukydides beschriebenen berühmten Schlacht, die damit endete, dass die Athener die auf der Insel gelandeten Spartaner gefangen nahmen. Die Überreste der antiken Festung auf dem Berg Agios Elias im Norden der Insel, in der die Spartaner Zuflucht suchten, wurden durch militärische Einrichtungen im Zweiten Weltkrieg zerstört.

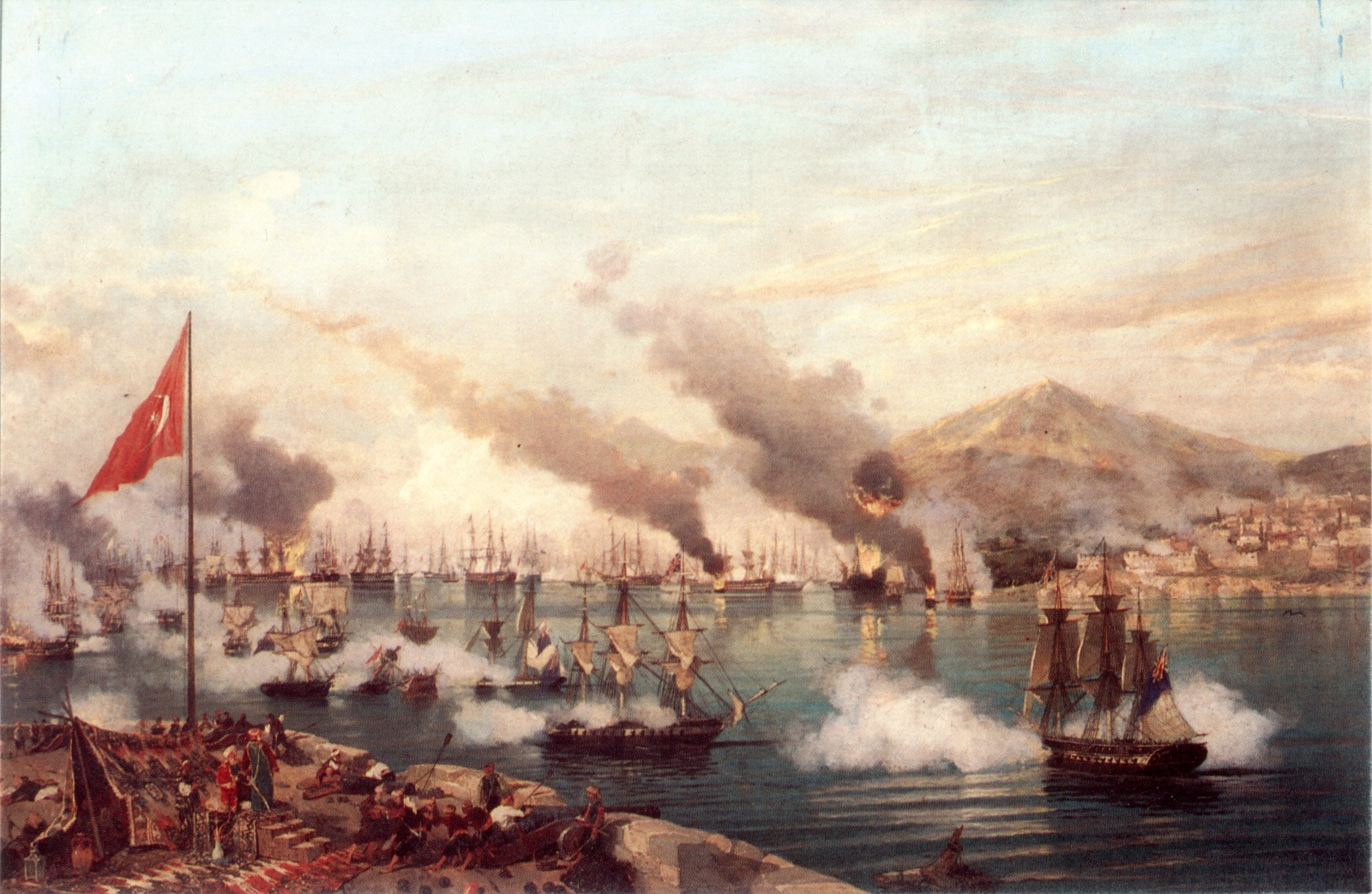
Schlacht von Navarino, Gemälde von Ambroise Louis Garneray (1783–1857)

### Schlacht von Navarino
siehe Hauptartikel Schlacht von Navarino
Am 20. Oktober 1827 fand in der Bucht die als Schlacht von Navarino bekannte Seeschlacht statt, bei der die verbündeten Flotten der Großmächte England, Frankreich und Russland eine osmanische Kriegsflotte unter Ibrahim Pascha von 82 Kriegsschiffen versenkten, die den griechischen Freiheitskampf niederschlagen sollte. Die Schlacht war das entscheidende Ereignis, mit dem Griechenland nach einem jahrelangen Aufstand seine Unabhängigkeit vom Osmanischen Reich erlangte. Noch heute liegen Schiffswracks aus dieser Schlacht auf dem Meeresgrund.

## Denkmäler
Heute erinnern mehrere Denkmäler auf der Insel an die Schlacht von Navarino und andere gefallene Philhellenen:
- Denkmal für den französischen Hauptmann Mallet an der Südspitze der Insel
- Denkmal der gefallenen russischen Matrosen an der Nordspitze bei einer kleinen Kirche der Panagia
- Denkmal für den Grafen Santorre di Santarosa (Piemont), † 1825, an der Ostküste
- Grab des Prinzen Paul Marie Bonaparte (* 3. November 1808; † 5. Dezember 1827 auf Spetses)

Ein Denkmal für die gefallenen englischen Seeleute steht auf dem winzigen Inselchen Chelonaki mitten in der Bucht.